# 透光帶
透光帶，又名真光層、表層帶或者透光層，是指湖泊或海洋中，
光度足以供浮游植物行光合作用的深度範圍，大約從海表面至水深100〜200 m之間，這層水體受大氣層和陽光的影響，水溫常有明顯的季節性變動，具有基礎生產力，也是各類生物密度最高的水層。
當深度達到200米的時候，可見光已經基本被吸收殆盡，200米以上的這一片“光照區”在海洋學中被稱為透光層。透光層是海洋光合作用的生物的主要聚集區。
透光層的深度受水體水質所影響，在混沌的水體中，透光層可能少於1公尺；在乾淨的水體中卻可達到50公尺。從大氣－水界面開始，真光層一直延伸到光線亮度降低到表面亮度1%的區域（亦稱作“真光層深度”）。

## 浮游生物
以垂直分布來說，浮游植物由於進行光合作用，僅分布在海洋有光照的上層（約0~200 米，稱為透光層）。藍藻大多分布於透光層的上部，矽藻則可分布在整個透光層。浮游動物在上、中、下各個水層都有分布，但種類和數量各不相同。
束毛藻主要分布在熱帶和亞熱帶貧營養鹽海域的表層水面，其環境特點為：水體相對穩定，水域營養鹽濃度較低，光的透過率較高。通常在邊界涌流（boundary current），如墨西哥灣湧流，黑潮涌流（Kuroshio current）和熱帶海域潟湖（lagoon）水域束毛藻的生物量较大。束毛藻能夠在營養貧乏的表層水域有較高的生物量，主要是因為：束毛藻能够將空氣中的氮氣轉化成化合態氮，為自身提供營養，由于束毛藻细胞中含有氣泡為其提供浮力使藻體能浮於表層水域，同時由於細胞具有特殊的光合結構，使束毛藻能在光照度較強的透光層中生長繁殖。。在海洋真光層生態系統中，束毛藻群落通常提供其他生物（如矽藻，甲藻，原生動物，水螅類，橈足類）生長的良好環境，並為其他生物提供有機營養。

## 營養鹽
營養鹽是海洋植物繁殖生長不可或缺的化學成分，主要有矽酸鹽(SiO2)、磷酸鹽 (PO4)、硝酸鹽(NO3) 及亞硝酸鹽 (NO2−)。其中磷酸鹽與硝酸鹽是海洋植物行光合作用合成有機物的原料，矽酸鹽則是矽藻細胞壁的主要構成材料。它們在海中的含量受到化學、地質和水文因素的影響，有明顯的季節性和區域性差異。
在海水表層，因為浮游植物的生長利用，硝酸鹽含量最低，濃度變化也最大。近岸淺海水域的硝酸鹽濃度具有季節性變化。春夏之際，浮游植物大量生長，硝酸鹽因浮游植物行光合作用而急遽減少，甚至出現利用殆盡的情形。冬季時，由於浮游植物光合作用降低，濃度便逐漸增加。磷酸鹽在海洋中的含量變化，同樣和浮游植物的光合作用有著密切的關係，與硝酸鹽的濃度分布及季節性變化特性相似。磷酸鹽在海水中濃度遠低於硝酸鹽，因此磷酸鹽是浮游植物生長最主要的限制因子。
海水表層氮和磷的補充來源，主要有河水所攜帶的陸地上有機物分解作用的產物、人類生產的廢棄物，以及地下水所含岩石溶解的成分。此外，海洋生物死亡後分解、火山和海底熱泉，甚至大氣中的灰塵溶入海水中，也是海水營養元素的來源。
鐵在營養鹽含量較高，葉綠素含量較低的海域對初級生產力起主要限制作用，鐵主要透過大氣的沉降作用進入海洋的真光層水域。

## 在生物地球化學循環中的作用
海洋透光層中，氮營養的輸入有兩個主要來源：生物固氮、以及由湧升流垂直輸入的硝態氮，兩者在透光層對二氧化碳的吸收中所起的作用不盡相同，與固氮相比，湧升流垂直輸入硝態氮的同時，也伴隨著二氧化碳和磷酸鹽的大量输入，這就降低了海洋透光層對大氣中二氧化碳的淨吸收量。而透過生物固氮作用輸入的氮，則以 Redfiled 比對應海洋透光層對大氣中二氧化碳的淨吸收量。